# Subportadora

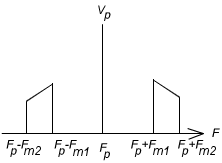
Exemple de senyal de ràdio AM on s'observen les 2 subportadores laterals i la portadora central

Un altre exemple de senyal de ràdio AM

Una subportadora és una banda lateral d'una ona portadora de radiofreqüència, que es modula per enviar informació addicional. Alguns exemples inclouen el subministrament de color en un sistema de televisió en blanc i negre o el subministrament d'estèreo en una emissió de ràdio monofònica. No hi ha cap diferència física entre un portador i un subportador; el "sub" implica que s'ha derivat d'una portadora, que ha estat modulada en amplitud per un senyal constant i té una relació de freqüència constant amb ella.
La transmissió estèreo es fa possible mitjançant l'ús d'una subportadora a les estacions de ràdio FM, que pren el canal esquerre i "retreu" el canal dret d'ell — bàsicament connectant els cables del canal dret cap enrere (invertint la polaritat) i després unint l'esquerra i la inversa. dret. El resultat es modula amb la portadora AM suprimida, més correctament anomenada modulació de suma i diferència o SDM, a 38 kHz al senyal FM, que s'uneix a una modulació del 2% amb l'àudio mono esquerre + dret (que oscil·la entre 50 Hz ~ 15 kHz). El to pilot de 19 kHz també s'afegeix a una modulació del 9% per activar les ràdios per descodificar la subportadora estèreo, fent que FM estèreo sigui totalment compatible amb mono.

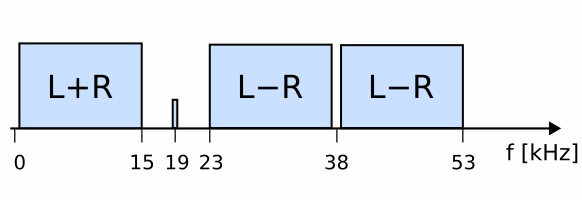
Espectre d'una modulació de ràdio FM.

Una vegada que el receptor demodula els senyals L+R i L − R, afegeix els dos senyals ([L+R] + [L − R] = 2L) per obtenir el canal esquerre i resta ([L+R] − [L − R] = 2R) per obtenir el canal correcte. En lloc de tenir un oscil·lador local, el to pilot de 19 kHz proporciona un senyal de referència en fase utilitzat per reconstruir l'ona portadora que falta a partir del senyal de 38 kHz.